# Крепідот
Крепідот (Crepidotus) — рід грибів родини іноцибові (Inocybaceae). Назва вперше опублікована 1857 року.

## Опис
Гімнокарпні, дрібні, зрідка середнього розміру гриби. Мають схожість з представниками родів Pleurotus (плеврот) і Panus, відрізняючись кольором спор. Шапинка округла, ниркоподібна, тонко-м'ясиста. Пластинки мають спочатку білий, або білуватий колір, згодом набувають забарвлення, розміщені віялоподібно. Цистид присутні тільки на вістрі пластинок. Спорова маса вохряно-рудувато-рожевуватого кольору, буває червонувато-коричнюватою або коричневою. Спори овальні, округлі, рожево-кремові, рожевуваті. Ніжка бічна або ексцентрична, але переважно відсутня. М'якуш тонкий, щільний, жорсткуватий, має специфічний, неприємний запах.

## Екологія
Зростає на пнях, мертвих гілках, трухлявій деревині, опалому листі, сухій траві, відмерлих, або зрідка на живих стовбурах дерев, іноді можна зустріти на ґрунті.

## Значення та використання
Серед видів є їстівні, отруйних немає. Деякі представники роду є активними руйнівниками деревини.

## Охорона в Україні
Крепідот македонський (Crepidotus macedonicus) занесений до Червоної книги України.

## Види
База даних Species Fungorum станом на 11.11.2019 налічує 313 видів роду Crepidotus (докладніше див. Список видів роду крепідот).
У п'ятому томі Визначника грибів України видання 1979 року наведено одинадцять представників роду, що зростають в Україні. Деякі з них згодом віднесені до інших родів. Серед них:
- крепідот мінливий (Crepidotus variabilis),
- крепідот Філіпса (Crepidotus philipsii = Deconica philipsii),
- крепідот моховий (Crepidotus epibryus),
- крепідот Цезатів (Crepidotus cesatii),
- крепідот бородавчатоспоровий (Crepidotus subverrucisporus),
- крепідот гігрофанний (Crepidotus haustellaris = Simocybe haustellaris),
- крепідот сплющений (Crepidotus applanatus),
- крепідот жовтуватий (Crepidotus luteolus),
- крепідот пухнастий (Crepidotus pubescens) = крепідот розгорунтий (Crepidotus versutus),
- крепідот автохтонний (Crepidotus autochthonus),
- крепідот м'який (Crepidotus mollis).